# Rúskiye Vítiazi
Los Rúskiye Vítiazi (en ruso: Русские Витязи, en inglés: Russian Knights, «Caballeros Rusos») son un grupo de demostración acrobática de la Fuerza Aérea Rusa.
El 16 de agosto de 2009 dos Sukhoi Su-27 de los Caballeros Rusos chocaron en el aire en un entrenamiento al suroeste de Moscú, mientras practicaban para el festival internacional aéreo MAKS que se iba a celebrar días después. En el accidente falleció el líder de los mismos y una espectadora.

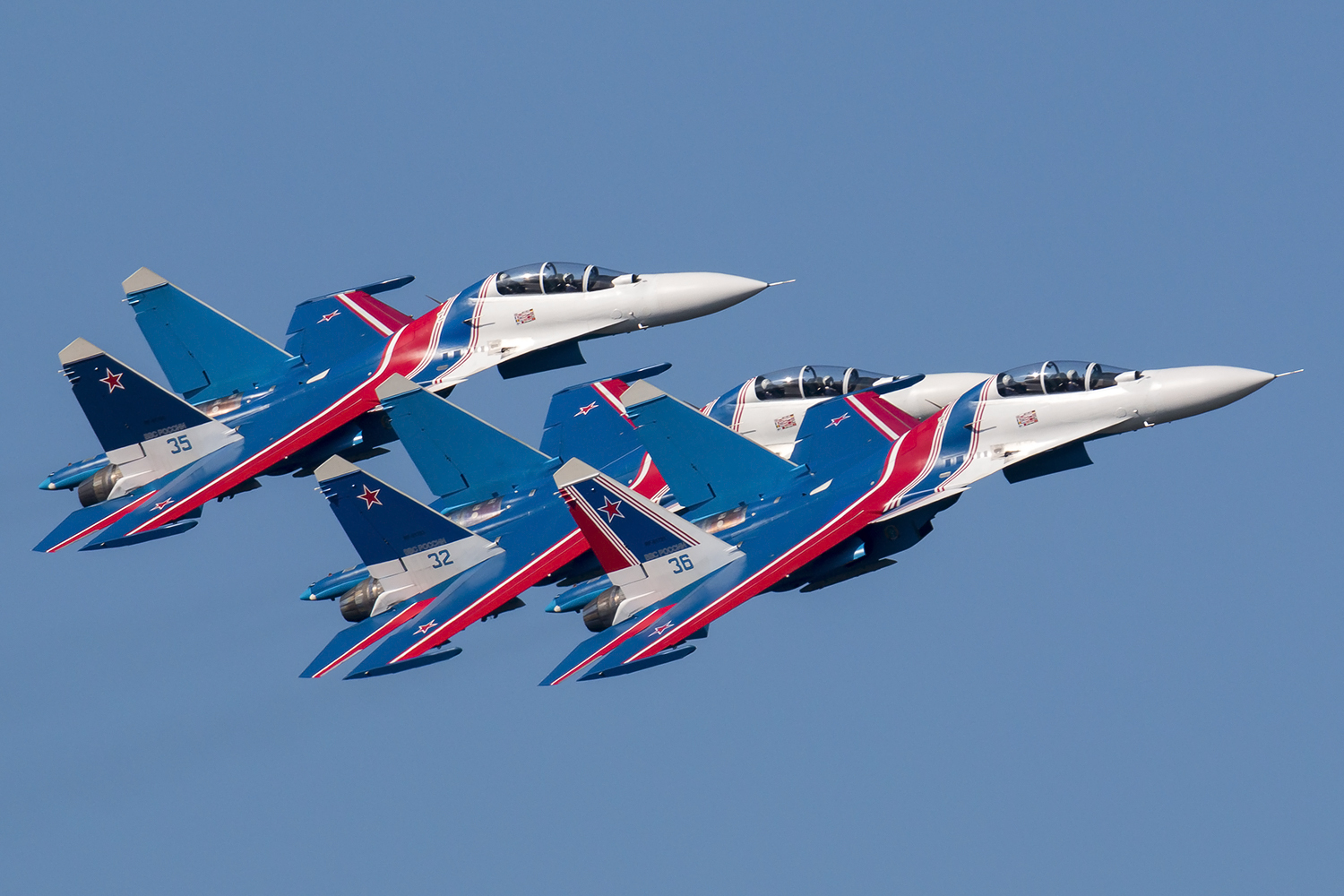
Sukhoi Su-30SM de los Caballeros Rusos en 2017.

## Aviones utilizados
| Avión          | Número | Periodo         |
| -------------- | ------ | --------------- |
| Sukhoi Su-27   | 6      | 1991 — 1996     |
| Sukhoi Su-27   | 4      | 1996 — ¿?       |
| Sukhoi Su-27   | 6      | ¿? — 2016       |
| Sukhoi Su-30SM | 8      | 2016 — presente |